# 小野村 (群馬県多野郡)
小野村（おのむら）は群馬県の南西部、多野郡に属していた村。

## 地理
- 河川：烏川、鏑川、温井川

## 歴史
- 1889年（明治22年）4月1日 - 町村制施行により、森村、中栗須村、上栗須村、中村、森新田、中島村、立石村、立石新田が合併し、緑野郡小野村が成立する。
- 1896年（明治29年）4月1日 - 郡統合（緑野郡、多胡郡、南甘楽郡の統合）により多野郡に属する。
- 1954年（昭和29年）4月1日 - 藤岡町、神流村、美土里村、美九里村と合併し藤岡市を新設する。